# Justin Bower (Maler)
Justin Bower (* 1975 in San Francisco) ist ein US-amerikanischer Maler. Stilistisch wird seine Kunst als Disrupted Realism beschrieben.
Bower arbeitet in Los Angeles. Seine Werke wurden weltweit in zahlreichen Einzelausstellungen in Galerien und Museen gezeigt. Seine Werke finden sich in bedeutenden Sammlungen. Im September 2016 wurde sein Werk The Magician vom Auktionshaus Christie’s für 50.000 US-Dollar versteigert, was einem Vielfachen der Schätzung entsprach.

## Ausstellungen (Auswahl)
- 2010 Embedded, Ace Gallery, Los Angeles[3]
- 2010 Seven Miami Art Basel, USA
- 2011 Tel-Art-Phone, Ace Gallery, USA
- 2011 Art Platform, Los Angeles
- 2011 Contemporary Art Fair, Los Angeles
- 2012 Group Show, Ace Gallery, USA[4]
- 2013 True Believers, Torrance Art Museum, USA
- 2013 Art Southampton, New York
- 2013 Los Angeles Art Fair, USA
- 2013 Panic Room, Unix Gallery, USA

- 2015 Efflorescence, Unix Gallery, New York
- 2015 The Humiliations, Unix Gallery, New York
- 2016 Thresholds, The Lancaster Museum of Art and History
- 2017 #Unix, Unix Gallery, New York
- 2017 About Face, Kellogg University Gallery, Pomona, USA
- 2020 Justin Bower at Maddox Gallery, Los Angeles
- 2020 Justin Bower, G-ALLERY, Germany
- 2021 Berlin x Justin Bower,[5] G-ALLERY, Germany